# トーマス・フリードマン

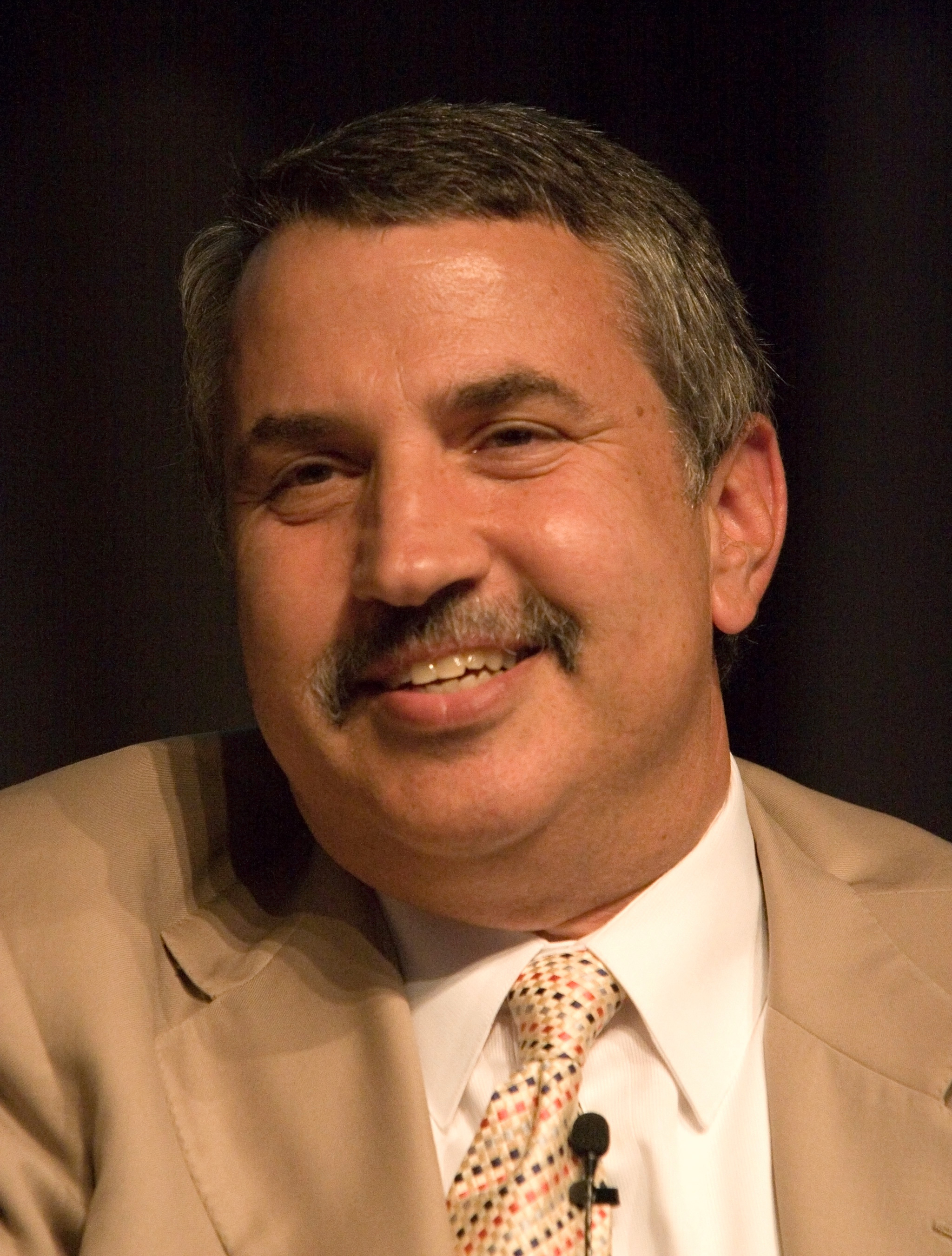
トーマス・フリードマン

トーマス・ローレン・フリードマン（Thomas Loren Friedman、1953年7月20日 - ）は、アメリカ合衆国のジャーナリスト、コラムニスト。ピューリッツァー賞を3度受賞しており、世界的にも広く知られている。現在は、国際関係、外交政策をメインとして、定期的に『ニューヨーク・タイムズ』紙への寄稿を続けている。

## 人物・来歴
1953年、ミネソタ州ミネアポリス生まれ。マサチューセッツ州のブランダイス大学へ進学するまで当地で過ごす。ブランダイス大学を卒業後、マーシャル・スカラーシップを得てオクスフォード大学に進み、中東学で修士号を取得。フリードマンは、自分に影響を与えた人物の一人として、その頃に出会ったアルバート・オラーニ教授を挙げている。
その後、フリードマンはUPI通信ロンドン支局に入社。ロンドンで一年間勤務した後、ベイルートに派遣され、1979年から1981年まで滞在。その後、ニューヨーク・タイムズ社に籍を移すが、ここでも再びベイルート勤務を命じられる。ベイルートに移った1982年、ここで彼が目撃したのが、イスラエルによるレバノン侵攻である。フリードマンは、同戦争、特にサブラ・シャティーラ虐殺を精力的に取材し、その功績で、1983年のピューリッツァー国際報道賞を受賞。その名を世界に知らしめることとなった。
続いて、1984年から1988年まではエルサレムに派遣されるが、ここでもまたフリードマンは、第一次インティファーダの報道で脚光を浴び、再びピューリッツァー賞を得る。これらの体験は『ベイルートからエルサレムへ』にまとめられ出版され、全米図書賞を受けた。
ジョージ・H・W・ブッシュ政権時代には、ジェイムズ・ベイカー国務長官を取材。ビル・クリントン当選後は、1994年までニューヨークタイムズのホワイトハウス特派員となり、その後はアメリカの外交政策や経済政策を取材した。
1995年以降は、国際関係のコラムニストとして『ニューヨーク・タイムズ』紙上で活躍を続けている。2002年には、同紙で世界各地のテロ活動の実態を伝えたことで、3度目のピューリッツァー賞（コメンタリー部門）を受賞した。リベラルな傾向が強い同紙でも代表的な論客であり、彼のコラムは、今日まで賛否両論含め数多くの読者を獲得している。

## 主な発言、見解

### 黄金のM型アーチ理論
「黄金のM型アーチ理論」とは、著書『レクサスとオリーブの木』の中で、フリードマンが提唱した外交理論。「ある国の経済が、マクドナルドのチェーン展開を支えられるくらい大勢の中流階級が現れるレベルまで発展すると、その国の国民はもはや戦争をしたがらない。むしろ、ハンバーガーを求めて列に並ぶ方を選ぶ」。要約すると「マクドナルドのある国同士は戦争を行わない」と言う主張だが、後にコソボ紛争(アライド・フォース作戦)と南オセチア紛争 (2008年)が起きたことで批判を浴びている（いずれの国にもマクドナルドがあった）。

### イラク戦争
2003年のイラク戦争では開戦を支持し、国連安保理で拒否権をちらつかせて反対したフランスを「アメリカの敵」と非難したが、米軍の占領政策には批判的でアブグレイブ刑務所の囚人虐待事件では、コラム上でラムズフェルド国防長官の辞任を促した。また、実際に現地で取材したさいには、米軍のイラク市民に対する扱いの酷さを目の当たりにして「我々は失敗するだろう」と、その後のイラク政策の失敗を予見した発言をしている。

### ロシアによるウクライナ侵攻
ロシアによるウクライナ侵攻については、THE NEW YORK TIMES INTERNATIONAL WEEKLYにおいて、駐モスクワ米国大使を務めたジョージ・ケナンの発言を引用しながら、西側諸国の責任を問うオピニオンを発表した。冷戦後ロシアは資本主義、民主主義化が進み、西側諸国と友好関係を築いていけると考えていたにもかかわらず、米国はロシアによる西側への攻撃を恐れてNATOの東方拡大を続けたと主張。それが原因となってロシアのウクライナ侵攻が始まったと指摘し、西側諸国はウクライナ侵攻に関して「無罪の傍観者ではない」と批判した。

## 著書
- From Beirut to Jerusalem, (Farrar, Straus, Giroux, 1989).

鈴木敏・鈴木百合子訳『ベイルートからエルサレムへ――NYタイムズ記者の中東報告』（朝日新聞社, 1993年）
- The Lexus and the Olive Tree, (Farrar, Straus & Giroux, 1999, revised ed., 2000).

東江一紀・服部清美訳『レクサスとオリーブの木――グローバリゼーションの正体（上・下）』（草思社, 2000年）、上巻ISBN 9784794209467、下巻ISBN 9784794209474
- Longitudes and Attitudes: Exploring the World after September 11, (Farrar, Straus and Giroux, 2002).

鈴木淑美訳『グラウンドゼロ――アメリカが初めて体験したこと：「NYタイムズ」コラム集成』（ウェッジ, 2003年）
- The World is Flat: A Brief History of the Globalized World in the Twenty-first Century, (Farrar, Straus and Giroux, 2005, Updated and expanded ed., 2006).

伏見威蕃訳『フラット化する世界――経済の大転換と人間の未来（上・下）』（日本経済新聞社, 2006年/増補改訂版, 2008年）、上巻 ISBN 9784532312794、下巻 ISBN 9784532312800
- Hot, Flat, and Crowded: Why We Need a Green Revolution--and How It Can Renew America, (Farrar, Straus and Giroux, 2008).

伏見威蕃訳『グリーン革命――温暖化、フラット化、人口過密化する世界（上・下）』（日本経済新聞出版社, 2009年）

### 共著
- That used to be us: how America fell behind in the world it invented and how we can come back, with Michael Mandelbaum, Farrar, Straus and Giroux, 2011.

『かつての超大国アメリカ――どこで間違えたのか どうすれば復活できるのか』、伏見威蕃訳、日本経済新聞出版社、2012年